# Hubert Gobert
Pour les articles homonymes, voir Gobert.
Hubert Gobert, né à Monthermé vers 1420 et mort à l'abbaye de Prémontré le 17 mars 1497, nommé parfois Hubert de Monthermé, est un prélat catholique romain, général des Prémontrés. 

## Biographie
Hubert Gobert vit le jour à Monthermé, vers l’an 1420 d'une famille dont nous ne savons rien. 
Nous ne savons quelles études il suivit mais il fit preuve, sa vie durant, de l'amour des sciences et d'une heureuse disposition pour les acquérir.
Il se signala surtout comme théologien et jurisconsulte; et il eut l'avantage de tenir un rang distingué parmi les savants de son siècle, sans avoir rien écrit.
Il était abbé de Lavaldieu dans son pays natal, quand Jacques Jouvenel des Ursins, archevêque de Reims, voulut lui donner l'abbaye de Saint-BasIe, vers 1467 ; mais le candidat du roi fut nommé à sa place. 
Élevé au généralat de son ordre, le 30 août 1471, il semble avoir rempli avec éclat sa fonction : Des chroniqueurs font de ce prélat le mécène des docteurs de son temps; ils ajoutent qu’il joignait à un esprit vif et étendu un rare talent pour l'administration; qu'il fit florir les études dans son ordre.
Le 22 février 1454, Hubert Gobert, abbé de  «Saint Remy de la Vaul Dieu, » ordre de Prémontré, diocèse de Reims, s'oblige à prier d'une façon particulière pour le comte de Nevers, qui avait reconnu les droits de l'abbaye sur « le boiz des Hayes, dessous Monhermier, en la chaslellerie de Chastel Regnault, » dans lequel avaient été récemment ouvertes «certaines escaillières pour prandre escailles et faire ardoises. » Ledit abbé s'était précédemment obligé à livrer une charte au châtelain de Château-Regnault, représentant le comte de Nevers, « pour icelle estre mise en la  chambre de ses comptes à Nevers. »
Sa réputation parvint jusqu'à la cour ; il y fut appelé, et y montra ses vertus et ses talents. Louis XI l'honora de sa confiance, et lui donna entrée dans son conseil. Quoique ce monarque fût naturellement avare, il combla néanmoins Hubert Gobert de riches présents.
Hubert Gobert mourut à Prémontré, le 17 mars 1497, emportant dans le tombeau les regrets de ses pairs et de ses amis. Il avait obtenu du pape Sixte IV des bulles qui défendaient les grâces expectatives et l'introduction des commandes dans l'ordre de Prémontré, et qui permettaient à ses religieux de prendre les degrés de docteur en théologie et en droit canon. En vertu d'une résignation du cardinal Julien de la Rovère, il possédait l'abbaye Saint-Paul de Verdun, qui était de son ordre.